# Groupe populaire au Congrès des députés
Le groupe parlementaire populaire au Congrès (en espagnol : grupo parlamentario popular en el Congreso) est un groupe parlementaire espagnol constitué au Congrès des députés, chambre basse des Cortes Generales.

## Historique

### Constitution
Le groupe parlementaire populaire au Congrès est un groupe parlementaire présent depuis le retour de la démocratie en 1977. Il est créé pour la première fois le 26 juillet 1977 pour la législature constituante sous la dénomination de groupe parlementaire d'Alliance populaire (en espagnol : grupo parlamentario de Alianza Popular). Il est alors composé des seize députés d'Alliance populaire. Manuel Fraga assume seul la présidence du groupe et son porte-parolat.
Lors de la Ire législature, le groupe est réduit à sa création aux douze députés élus sur les listes de la Coalition démocratique, coalition de plusieurs petits partis de droite autour de l'Alliance populaire et devient le groupe parlementaire de Coalition démocratique (en espagnol : grupo parlamentario de Coalición Democrática). Au mois d'août 1982, le groupe est réduit aux seuls députés d'AP.
Lors de la IIe législature, l'effectif du groupe est multiplié par huit en étant constitué de cent-deux députés appartenant aux différents partis composant la Coalition populaire. Sa dénomination change une nouvelle fois en groupe parlementaire populaire au Congrès (en espagnol : grupo parlamentario popular en el Congreso) et devient le second groupe en termes d'effectifs. Ses membres appartiennent à l'AP, au PDP, au PAR, à l'UPN et de l'UV.
Lors de la IIIe législature, le groupe est réduit aux quatre-vingt-neuf membres de la Coalition populaire mais reste le second groupe le plus important. Le groupe est rebaptisé en groupe parlementaire de Coalition populaire (en espagnol : grupo parlamentario de Coalición Popular). Ses membres appartiennent à l'AP devenue Parti populaire, à l'UPN et jusqu'en février 1987 au Parti libéral où ce dernier crée son propre groupe. Il s'agit de la dernière mandature où Manuel Fraga dirige le groupe. Juan Ramón Calero est porte-parole du groupe jusqu'au début de l'année 1989 où il est remplacé par Luis Ramallo García qui termine la législature.
Lors de la IVe législature, le groupe est renommé une dernière fois en groupe parlementaire populaire au Congrès (en espagnol : grupo parlamentario popular en el Congreso), dénomination toujours en vigueur. Il est constitué des députés du PP, d'UPN et des centristes de Galice.
Lors des VIe et VIIe législatures, le groupe populaire devient pour la première fois majoritaire en comptant respectivement 155 et 183 députés. Le groupe compte alors les députés de l'UPN et ceux du PAR jusqu'en octobre 1999. En 1996 et 2000, le groupe prête respectivement deux et trois députés à Coalition canarienne pour qu'il obtienne son propre groupe parlementaire.
La VIIIe législature voit le retour du groupe dans l'opposition. Composé des députés du PP et de l'UPN, Mariano Rajoy prend la tête du groupe et désigne Eduardo Zaplana comme porte-parole.
Pour la IXe législature, l'UPN décide d'abandonner le groupe et passe ainsi au groupe mixte. Soraya Sáenz de Santamaría, bras-droit de Mariano Rajoy, devient la première femme porte-parole.

### Effectifs
| Dénomination           | Législature  | Années                 | Représentation | Porte-parole                                       |
| ---------------------- | ------------ | ---------------------- | -------------- | -------------------------------------------------- |
| Alliance populaire     | Constituante | juill. 1977-janv. 1979 | 16 / 350       | Manuel Fraga                                       |
| Coalition démocratique | Ire          | mars 1979-août 1982    | 12 / 350       | Manuel Fraga                                       |
| Populaire au Congrès   | IIe          | nov. 1982-avr. 1986    | 102 / 350      | Manuel Fraga                                       |
| Coalition populaire    | IIIe         | juill. 1986-sept. 1989 | 89 / 350       | Juan Ramón Calero Luis Ramallo García              |
| Populaire au Congrès   | IVe          | nov. 1989-avr. 1993    | 106 / 350      | José María Aznar                                   |
| Populaire au Congrès   | Ve           | juin 1993-janv. 1996   | 141 / 350      | José María Aznar                                   |
| Populaire au Congrès   | VIe          | mars 1996-janv. 2000   | 155 / 350      | Luis de Grandes                                    |
| Populaire au Congrès   | VIIe         | avr. 2000-janv. 2004   | 183 / 350      | Luis de Grandes                                    |
| Populaire au Congrès   | VIIIe        | avr. 2004-janv. 2008   | 147 / 350      | Eduardo Zaplana                                    |
| Populaire au Congrès   | IXe          | avr. 2008-sept. 2011   | 152 / 350      | Soraya Sáenz de Santamaría                         |
| Populaire au Congrès   | Xe           | déc. 2011-oct. 2015    | 185 / 350      | Alfonso Alonso Rafael Hernando                     |
| Populaire au Congrès   | XIe          | janv. 2016-mai 2016    | 119 / 350      | Rafael Hernando                                    |
| Populaire au Congrès   | XIIe         | juill. 2016-mars 2019  | 134 / 350      | Rafael Hernando Dolors Montserrat                  |
| Populaire              | XIIIe        | mai-sept. 2019         | 66 / 350       | José Bermúdez de Castro Cayetana Álvarez de Toledo |
| Populaire au Congrès   | XIVe         | déc. 2019-mai 2023     | 88 / 350       | Cayetana Álvarez de Toledo Cuca Gamarra            |
| Populaire au Congrès   | XVe          | Depuis août 2023       | 137 / 350      | Cuca Gamarra Miguel Tellado Ester Muñoz            |

### Porte-parole
| Début             | Fin               | Porte-parole                    |
| ----------------- | ----------------- | ------------------------------- |
| 1er août 1977     | 3 mars 1987       | Manuel Fraga                    |
| 3 mars 1987       | 20 juillet 1989   | Juan Ramón Calero               |
| 20 juillet 1989   | 2 septembre 1989  | Luis Ramallo García             |
| 30 novembre 1989  | 9 janvier 1996    | José María Aznar                |
| 9 avril 1996      | 20 janvier 2004   | Luis de Grandes                 |
| 13 avril 2004     | 15 janvier 2008   | Eduardo Zaplana                 |
| 8 avril 2008      | 27 septembre 2011 | Soraya Sáenz de Santamaría      |
| 19 décembre 2011  | 16 décembre 2014  | Alfonso Alonso                  |
| 16 décembre 2014  | 27 juillet 2018   | Rafael Hernando Fraile          |
| 27 juillet 2018   | 5 mars 2019       | Dolors Montserrat               |
| 11 juin 2019      | 30 juillet 2019   | José Antonio Bermúdez de Castro |
| 30 juillet 2019   | 21 août 2020      | Cayetana Álvarez de Toledo      |
| 21 août 2020      | 1er décembre 2023 | Cuca Gamarra                    |
| 1er décembre 2023 | 7 juillet 2025    | Miguel Tellado                  |
| 7 juillet 2025    | en fonction       | Ester Muñoz                     |